# El hotel New Hampshire
El Hotel New Hampshire es una novela del escritor John Irving escrita en 1981. La novela es narrada por John Berry, quien es testigo durante tres décadas de la búsqueda inalcanzable de su padre por recrear un paraíso perdido que parece irrecuperable.

## Argumento
Frank, Franny, John, Lilly y Egg son los cinco hijos de Win y Mary Berry, una pareja de clase media alta en el New Hampshire de 1956. Frank, el primogénito, es un adolescente homosexual con una pasión por la taxidermia; Franny, la bella hija mayor, tiene una personalidad fuerte y es la protectora de sus hermanos ante el mundo; John, el benjamín, atraviesa los vaivenes de su búsqueda personal y la conformación de su identidad dentro y fuera de su disfuncional familia; Lilly, por oposición a Franny, es pequeña y reservada, y su estatura será durante mucho tiempo un tema dominante en la novela; por fin Egg, el cadete, es un niño que gusta de disfrazarse, y es el símbolo de la inocencia y la espontaneidad puras. 
La narración comienza cuando los hermanos recuerdan la historia de cómo sus padres, Winslow Berry y Mary Bates, se conocieron, en los albores de la Segunda Guerra Mundial en el Arbuthnot-by-the-Sea, un lujoso hotel veraniego. Ambos provenientes del mismo pueblo, Dairy, su descubrimiento mutuo se liga al descubrimiento de Freud, un judío domador de osos austriaco, y su acompañante, el oso "State o' Maine". Después de un fracaso con las autoridades del hotel, Freud toma la decisión de regresar a Europa a pesar de la guerra y venderle el oso a Win, recomendándole casarse con Mary y terminar sus estudios en Harvard. 
Una vez nacido Frank, al término de la guerra, Win y Mary regresan al Hotel Arbuthnot-by-the-Sea, entonces en ruinas; State o' Maine es muerto accidentalmente y, a pesar del gran dolor que simboliza la muerte del oso, Win decide establecerse en Dairy como profesor de literatura y entrenador en una escuela privada, con lo que le es posible sentar cabeza y formar una familia junto a su esposa. La escuela, sin embargo, atraviesa tiempos difíciles y Win, insatisfecho de su trabajo cada vez menos interesante como profesor, decide hacer realidad su aspiración de abrir un hotel al que llamará "New Hampshire".
Con esta intención, Win adquiere la vieja escuela para chicas donde estudió Mary y la remodela; el nuevo Hotel New Hampshire, hogar también de la familia- la pareja, los cuatro hijos y el padre de Win, Iowa Bob, abre sus puertas. Mientras se instalan, el perro de la familia, Sorrow, muere y es recogido por Frank para ser disecado, como regalo de cumpleaños de Franny; Lilly se siente enana. La familia contrata a algunos empleados para el hotel, entre los cuales una mesera llamada Ronda Ray que "complementa" su salario con servicios sexuales para algunos huéspedes del hotel; John se lía con ella durante una tarde lluviosa y ella se encariña con él por su inexperiencia y juventud.
Los problemas de los Berry comienzan sin embargo durante la noche de Halloween; tras un apagón temporal, Frany y John deciden prender todos los interruptores, deslumbrando mortalmente, una vez recobrada la luz, al policía Howard Tuck, apostado en su coche delante del hotel. Sin línea telefónica aún, Franny y John corren a llamar una ambulancia, pero son interceptados en el camino por Chipper Dove, por el que Franny se siente atraída, y otros dos jugadores del equipo de rugby, quienes la violan. John pide ayuda al jugador negro Junior Jones, quien agrupa a los estudiantes negros de la facultad- segregados en el mismo piso- para salvar a Franny. Chipper Dove es expulsado- a regañadientes pues es el mejor jugador de baloncesto de la escuela. Franny se recupera y John decide volverse atlético para poder proteger a su hermana, por quien siente cada vez más atracción.
Iowa Bob, que había soñado que el perro de la familia volvía y le atacaba, muere de un ataque cardíaco al verlo guardado en su armario. La familia, entristecida celebra en su honor la fiesta de Año Nuevo, donde Sabrina Jones, hermana de Junior, que también fue violada años atrás, le enseña a John, pese a su mayor edad, a besar con y sin la dentadura postiza. Bitty Tuck- apodada "Titsie"-, amiga y rival de Franny, encuentra flotando en una bañera a Sorrow, recogido de la basura por el pequeño Egg y dejado allí al incendiarse cuando lo secaba de la lluvia con un secador. Bitty se desmaya pero sobrevive. Esa misma noche de Año Nuevo 1956/1957, John recibe una carta dirigida a Win con un remitente: Freud. 
Invitado a vivir en su hotel austríaco, Gasthaus Freud, por su antiguo amigo, Win ve en la oferta una posibilidad de recuperar más vívidamente su pasado perdido y vende el hotel al empresario circense Frederick “Fritz” Worter; se marcha de Dairy con una parte de su familia a Viena, y John deja atrás a Ronda Ray y a Bitty, mientras que Franny deja, sin olvidar, a Junior Jones, y la huella de Chipper Dove. Mary y Egg viajan al día siguiente y mueren en un accidente de avión; la familia se entristece pero aprende a conocer y a amar la vida que durante siete años llevarán en el Gasthaus Freud.  
Freud, ahora viejo y ciego, vive ahí con su nuevo oso, Susie una mujer disfrazada de oso que mantiene el orden en el disfuncional hotel en donde se aloja un grupo de prostitutas y una tropa de políticos radicales de inspiración marxista, quienes se vuelven la segunda familia de los Berry restantes. Franny y Susie se harán amantes, compartiendo una historia de violación cada una; Lilly se hará amiga de Fehlgeburt, una de las activistas, quien le enseña la gran literatura americana, libros como El Gran Gatsby, y alienta su búsqueda personal a través de la escritura, campo en el que Lily se descubre grande. Win transforma el Gasthaus Freud en su segundo Hotel New Hampshire, y conoce un cierto éxito en la Viena decadente de los años 60. 
Fehlgeburt se vuelve también la amante de John, y una noche le confiesa que van a atentar contra la Ópera llena de gente y tomar como rehenes a su familia americana, buscando una difusión mundial; después de hacer el amor con él, le pide que escape con su familia, y luego se suicida. John y su familia deciden revelar el plan a la embajada americana. Las prostitutas, avisadas, huyen. Pero antes de verse delatados, los radicales retienen a la familia. Win mata con el bate de béisbol que utiliza Freud como bastón al cabecilla, a Ernst, un pornógrafo también amante de Franny. Freud, elegido en lugar de Fehlgeburt para estrellarse con un coche-bomba contra la Ópera, hace estallar el coche delante del hotel golpeando la matrícula delantera con su bate. Freud muere y Win queda ciego por la explosión, pero la familia es condecorada por haber salvado la Ópera de Viena. 
Lilly, autora del libro Tratando de crecer, lo vende a una editorial americana aprovechando la repentina fama de su familia. Tras siete años en Viena, todos, incluida Susie, vuelven a su país y se instalan en Nueva York, donde Lilly escribe y Frank es su agente. Franny y John, atraídos desde siempre, hacen el amor hasta el dolor para no volverlo a hacer nunca más. Esa noche John se encuentra con el violador de Franny, Chipper Dove, a quien en venganza le hará creer que será violado por el oso Susie. Lilly se suicida por el fracaso de su segundo libro, tirándose de la ventana del hotel Stanhope en el que la familia vive- no pudiendo "seguir pasando junto a las ventanas abiertas"- como aconsejaba metafóricamente siempre Win.
Después de muchas tribulaciones, Win adquiere por fin, en la década de 1970, el viejo hotel donde conoció a su esposa, y lo vuelve el tercer Hotel New Hampshire, aunque en realidad solo es acondicionado para ser su residencia- cosa de la que no se entera, inválido en su ceguera. Sin embargo, es feliz; Franny, ahora actriz famosa, y Junior Jones se casan, así como John y Susie, a quienes Franny y Junior prometen entregar el bebé que esperan. El tercer Hotel New Hampshire se cierra en los albores de los años 80, cuando la familia Berry se ha por fin encontrado a sí misma y John puede quitarle a Susie su traje de oso, no tiene motivos más para esconderse del mundo.